# 176e régiment d'infanterie (France)
Le 176e régiment d'infanterie (176e RI) est un régiment d'infanterie de l'Armée de terre française créé sous la Révolution à partir de la 176e demi-brigade de première formation.

## Création et différentes dénominations
- Il n'existe pas, avant 1912, de régiment ayant porté ce numéro.
- créé à Salon-de-Provence, à partir du 21 mars 1915, avec des éléments venant de Rouen de Pau puis de Montpellier.

## Chefs de corps
- 21 mars 1915 au 25 juillet 1915 : lieutenant-colonel Lavenne de Choulot, Marie, Augustin, Paul.
- 17 septembre 1915 au 30 décembre 1915 : lieutenant-colonel Benoit.
- 31 décembre 1915 au 4 janvier 1916 : colonel Thomassin.
- 28 janvier 1916 au 21 février 1916 : lieutenant-colonel Boucelle.
- 2 mars 1916 au 15 mars 1916 : lieutenant-colonel Bonin.
- 24 mai 1916 au 30 octobre 1916 : colonel Salle.
- 31 octobre 1916 au 30 septembre 1917 : lieutenant-colonel Vicq.
- 1er octobre 1917 au 11 juin 1918 : lieutenant-colonel Meyer.
- 8 juillet 1918 au 19 janvier 1919 : lieutenant-colonel Garchery.
- 11 mars 1919 au 11 mai 1919 : lieutenant-colonel Sabatou.

## Historique des garnisons, combats et batailles du176eRI

### Révolution et Empire
Fin juin 1795, les 1er et 3e bataillons la 38e demi-brigade, le 3e bataillon de la 128e demi-brigade, les 2e et 3e bataillons de la 176e demi-brigade, le 7e bataillon de volontaires de l'Yonne, le 3e régiment de dragons, le 21e régiment de chasseurs à cheval, la 27e division de gendarmerie  et des détachements des 2e, 3e et 6e régiments d'artillerie sont camp de Marly sous le ordres du général Baraguey d'Hilliers commandant de l'armée de Paris.

### Première Guerre mondiale
À la 156e division d'infanterie de mars 1915 jusqu'en novembre 1918. Le 176e RI fait partie de la 3e brigade d'Orient (ancienne 311e brigade).
Le 29 avril 1915, cette division est transformée en 2e division du corps expéditionnaire d'orient (CEO). Puis le 15 octobre 1915 elle redevient la 156e division d'infanterie.

#### 1914
N'est pas encore en service.

#### 1915
Les Dardanelles, Sedd-Ul-Bahr (côte européenne de Turquie) débarquement le 15 mai, il y restera jusqu'au 30 septembre…

#### 1916
Front de Grèce… Front d'Orient…

#### 1917
Front d'Orient…Albanie…

#### 1918
Prespa… Serbie... Le 15 décembre 1918, le régiment est devant Constantinople. Un détachement sera à Kherson, il combattra contre les Bolcheviks jusqu'au 3 avril 1919.

### Entre-deux-guerres
Le 176e régiment d'infanterie est dissous le 9 juin 1919.

## Drapeau
Il porte, cousues en lettres d'or dans ses plis, les inscriptions suivantes :
- Dardanelles 1915
- Florina 1916

## Décorations
Sa cravate est décorée de la croix de guerre 1914-1918  avec une palme (une citation à l'ordre de l'armée).
Le général Cordonnier, commandant l'Armée française d'Orient, cite à l'ordre de l'Armée le 176e RI du colonel Salle, qui a pris la ville de Florina, fortement organisée et défendue par une garnison nombreuse et puissamment appuyée par l'artillerie ennemie.

## Personnalités ayant servi au176eRI
- Jean Loew (1886-1915), sergent au régiment en 1915, figure au Panthéon dans la liste des 560 écrivains morts pour la France. Porté disparu le 21 juin 1915 à Seddul-bahr à la pointe sud de la péninsule de Gallipoli.

## Sources et bibliographie
- Archives militaires du château de Vincennes.
- Serge Andolenko, Recueil d'historiques de l'infanterie française, Paris, Eurimprim, 1969, 413 p. (OCLC 23418405)